# США на зимних Олимпийских играх 1984
Соединённые Штаты Америки принимали участие в XIV Зимних Олимпийских играх, проходивших в Сараево (Югославия) с 8 по 19 февраля 1984 года, где представители США завоевали 8 медалей, из которых 4 золотых (в том числе победа женской сборной страны по хоккею с шайбой), 4 серебряных и ни одной бронзовой. На Зимних Олимпийских Играх 1984 года в Сараево, сборную Соединённых Штатов Америки представляли 107 спортсменов (77 мужчин и 30 женщин), выступавших в 10 видах спорта.

## Интересные факты
- Олимпиада 1984 года в Сараево стала единственной из всех Зимних Игр, на которых спортсмены из США не завоевали ни одной бронзовой медали.